# Reuzenskink van de Salomonseilanden
De reuzenskink van de Salomonseilanden (Corucia zebrata) is een hagedis uit de familie skinken (Scincidae).
De skink komt alleen voor op de Salomonseilanden, en leeft in tropische regenwouden. Een bedreiging van de soort is ontbossing. De soort leeft uitsluitend van plantaardig materiaal, een bijzonderheid binnen de hagedissen.
De lichaamskleur is groen met lichtere strepen en vlekken. Het is de grootste skink ter wereld en is in tegenstelling tot de meeste skinken een boombewoner. De reuzenskink van de Salomonseilanden is de enige skink die over een grijpstaart beschikt. De vrouwtjes krijgen meestal slechts een enkel jong per keer, dat levend ter wereld komt en niet in een ei.

## Naamgeving en taxonomie
De soort staat ook wel bekend onder de Nederlandstalige namen solomon-reuzenskink, reuzenskink, grijpstaartskink en reuzenskink van de Solomoneilanden Ook in andere talen wordt vaak verwezen naar de grijpstaart, zoals het Engelse 'prehensile-tailed skink' (grijpstaartskink) en het Duitse 'wickelschwanz-skink' (rolstaartskink)
De Solomon-reuzenskink werd voor het eerst wetenschappelijk beschreven door John Edward Gray in 1855, het is de enige soort uit het monotypische geslacht Corucia. De hagedis is sterk verwant aan de blauwtongskinken uit het geslacht Tiliqua, maar heeft in tegenstelling tot deze bodembewonende skinken een klimmende levenswijze. Het lichaam is hier sterk op aangepast. De wetenschappelijke geslachtsnaam Corucia is afgeleid van het Latijnse woord coruscus, dat 'glinsterend' betekent en verwijst naar de glanzende schubben op de huid. De soortaanduiding zebrata betekent gestreept en slaat op de schuine banden op de flanken.

### Ondersoorten
Er worden tegenwoordig twee ondersoorten erkend, maar volgens sommige biologen moeten deze als aparte soorten worden beschouwd. Omdat de skink op vele eilanden voorkomt, zijn er verschillende variaties ontstaan die eveneens als aparte ondersoorten zouden moeten worden gezien. Voorbeelden zijn de voorgestelde ondersoort Corucia hoserae van het eiland Guadalcanal en Corucia woolfi van New Georgia.
De twee huidige ondersoorten verschillen zowel in uiterlijk als in het verspreidingsgebied.
| Naam                           | Auteur       | Verspreidingsgebied    |
| ------------------------------ | ------------ | ---------------------- |
| Corucia zebrata alfredschmidti | Köhler, 1997 | Bougainville           |
| Corucia zebrata zebrata        | Gray, 1855   | De rest van het areaal |

## Uiterlijke kenmerken

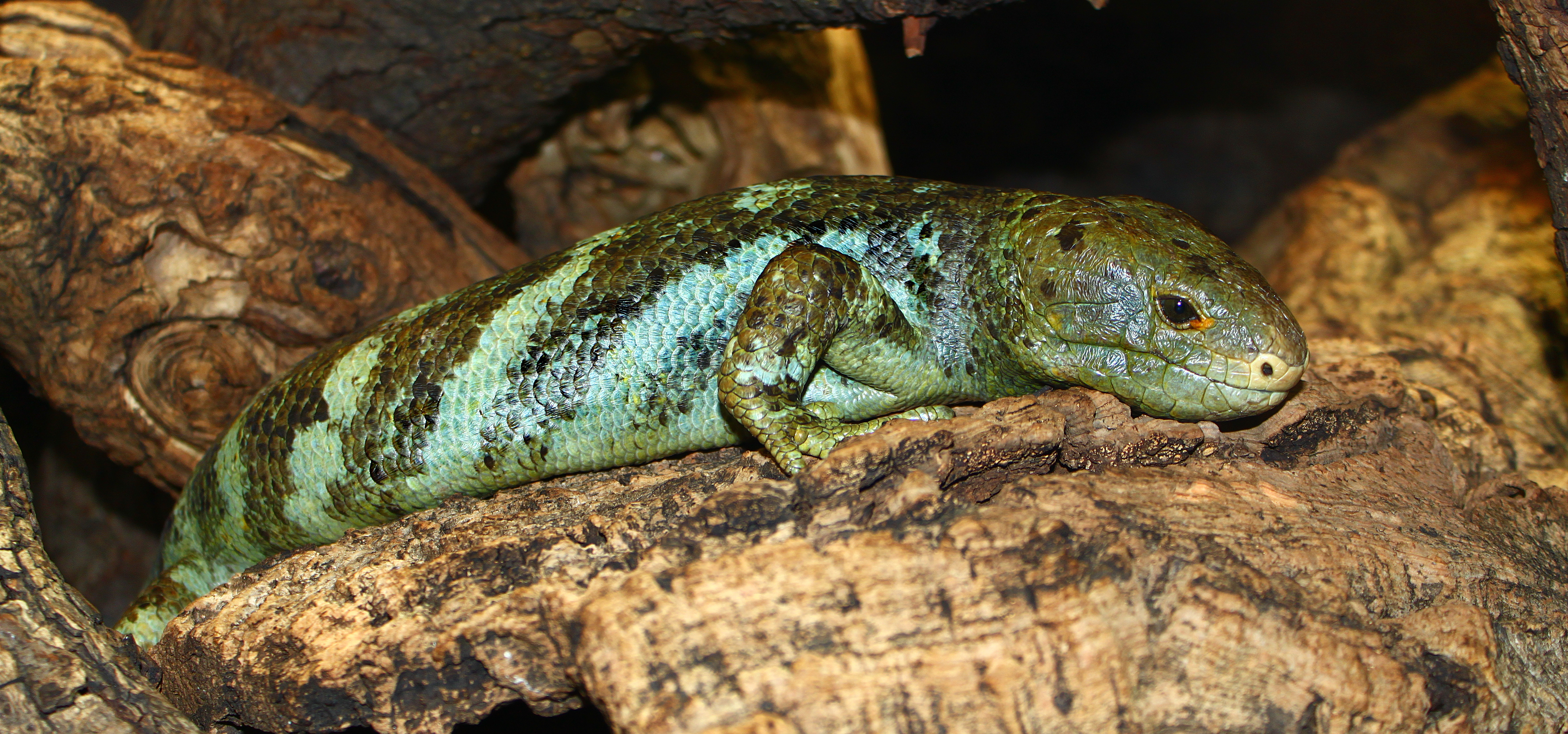
De lichaamskleur is groen met lichtere, schuine banden of vlekken. Hier een exemplaar uit het Duitse SMNK.

De solomon-reuzenskink is de grootste hagedis uit de skinkenfamilie. De hagedis kan een lichaamslengte bereiken van ongeveer 80 centimeter, inclusief de lange staart. Het lichaam is langwerpig maar grof gebouwd. De kleine, korte poten zijn krachtig en dragen lange, gekromde nagels die gebruikt worden om in bomen en struiken te klimmen.
De lichaamskleur is groen, met onregelmatige lichtere en donkere strepen die een schuine bandering vormen. Bij veel exemplaren komen vlekken voor in plaats van een bandering. De buikzijde is groen tot geel van kleur. De schubben op de rug zijn verhoudingsgewijs erg groot, op het midden van het lichaam zijn 36 tot 38 lengterijen schubben gelegen.
De kop is vaak bruinig tot geelachtig van kleur, de keel en nek zijn wit. De kop is groot en massief en is driehoekig van vorm. De ogen zijn rond, de pupil heeft een ronde vorm. Het oog is ongeveer net zo groot als de gehooropening. Bij de nominale ondersoort Corucia zebrata zebrata heeft het oog een lichtere sclerus (oogwit) en bij de ondersoort Corucia zebrata alfredschmidti komt een donkere tot zwarte kleur voor. De snuit is opvallend stomp en heeft een knobbel-achtige verhoging aan de bovenzijde van de snuitpunt.
Het onderste ooglid heeft geen venster zoals bij veel andere skinken voorkomt, maar is bedekt met schubben. De grootste schub van de kop is de frontonasaalschub. Supranasaalschubben (de schubben boven de neusgaten) ontbreken.
Het meest bijzondere kenmerk is de staart, die als vijfde grijporgaan wordt gebruikt. De reuzenskink is er zo behendig mee dat de soort in andere talen wel apenstaartskink wordt genoemd. De grijpstaart is uniek binnen de skinken en komt bij geen enkele andere soort voor. De staart kan niet worden afgeworpen bij gevaar (caudale autotomie) zoals bij veel andere skinken gebruikelijk is.

## Verspreiding en habitat
De reuzenskink van de Salomonseilanden komt alleen voor op de Salomonseilanden. Deze eilandengroep is gelegen in het zuidelijke deel van de Grote Oceaan, ten noordoosten van Australië. De soort komt op vele grotere eilanden van de Salomonseilanden voor inclusief het eiland Bougainville. Hoewel Bougainville geografisch ook tot de Salomonseilanden behoort, is het staatkundig gezien onderdeel van Papoea-Nieuw-Guinea. De skink komt voor op de volgende eilanden: Bougainville, Buka, Choiseul, Florida-eilanden, Guadalcanal, Makira, Malaita, New Georgia, Santa Ana, Santa Isabel, Shortlandeilanden, Tetepare, Ugi, Vangunu en Vella Lavella.
De habitat bestaat uit de tropische wouden op de eilanden, zowel in primaire als secundaire bossen. De skink leeft op enige hoogte in bomen en struiken.
De skink wordt bedreigd door ontbossing van het leefgebied. De relatief langzame voortplanting, waarbij maar weinig jongen worden geboren die pas na jaren volwassen zijn, maakt de soort kwetsbaar. Door de organisatie CITES is de hagedis opgenomen in bijlage II, wat betekent dat het dier niet zonder vergunning ingevoerd of gehouden mag worden. Door de internationale natuurbeschermingsorganisatie IUCN is de soort niet onderzocht.

## Levenswijze

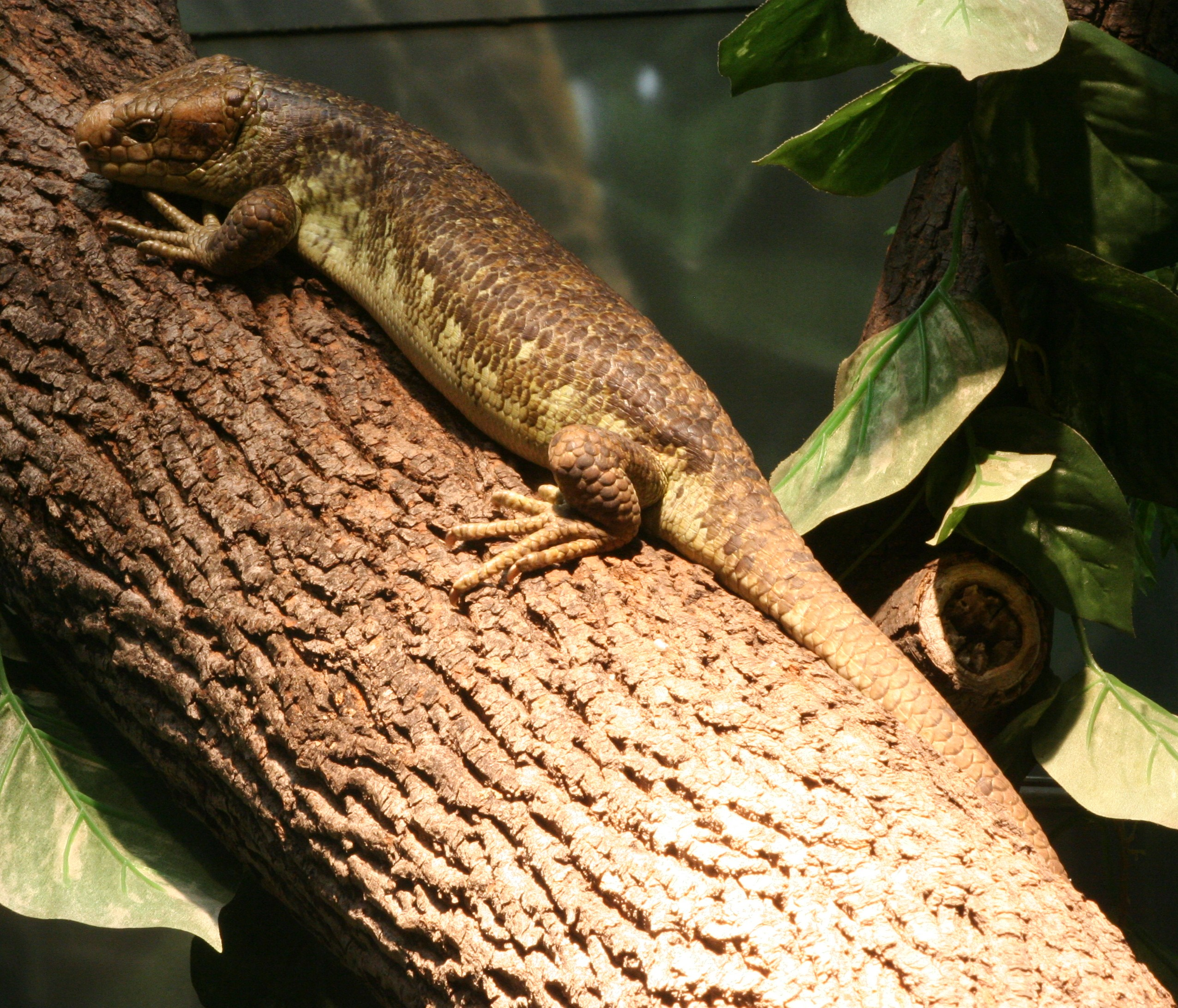
De skink is een boombewoner en leeft op enige hoogte, hier een exemplaar uit Buffalo Zoo.

De reuzenskink van de Salomonseilanden is een herbivoor en leeft uitsluitend van plantaardig voedsel. Er zijn wel meer soorten skinken die deels of grotendeels van planten leven maar deze soort is de enige bekende skink die uitsluitend plantendelen eet. Op het menu staan bladeren en fruit die met de stevige kaken en de korte, platte tanden worden vermalen.
Een van de favoriete planten is de Epipremnum pinnatum uit de aronskelkfamilie. De skink is in tegenstelling tot de meeste skinken een goede klimmer die op takken van lage bomen en struiken te vinden is. De skink is schemeractief en foerageert voornamelijk in de vroege ochtend en 's avonds als de zon bijna onder gaat. Overdag en 's nachts wordt geschuild in de begroeiing op enige hoogte boven de bodem. De skink leeft in familiegroepen, die bestaan uit zowel volwassen als onvolwassen dieren. Zowel de mannetjes als de vrouwtjes zijn erg territoriaal ingesteld maar tolereren elkaar binnen de familiegroep. Uit in gevangenschap gehouden groepen blijkt dat dit kan veranderen als de samenstelling van de groep verandert.
Bij bedreiging kan de skink luide sisgeluiden maken en indien het dier wordt aangeraakt zal het stevig van zich af bijten. Van in gevangenschap gehouden dieren is bekend dat ze tam worden en ze kunnen soms uit de hand worden gevoerd.

## Voortplanting en ontwikkeling
De skink is levendbarend, de jongen ontwikkelen zich volledig in het lichaam van de moeder en komen direct ter wereld en niet in een ei. Net als bij zoogdieren wordt een placenta gevormd die het embryo van voedsel voorziet en de afvalstoffen afvoert. Na een draagtijd van zes tot zeven maanden wordt in de regel één jong per keer geboren. Heel soms wordt een tweeling geboren en een drieling is zeer zeldzaam. De jongen ontwikkelen zich niet in een ei zoals bij de meeste hagedissen voorkomt. Bij de geboorte is het jong zo'n 15 tot 22 centimeter lang.
Opmerkelijk is de verregaande vorm van broedzorg, het juveniel blijft de eerste zes maanden bij de moeder in de buurt en wordt door haar beschermd. Ook de vaderskink speelt een actieve rol bij het beschermen van de jongen bij gevaar. Er is zelfs bekend dat het jong door de moeder op de rug meegedragen wordt, wat zeer uitzonderlijk is bij de reptielen.
De juvenielen zijn na twee jaar volwassen. De reuzenskink van de Salomonseilanden kan in gevangenschap een leeftijd bereiken van meer dan 24 jaar.
Bellatorias · 
Corucia · 
Cyclodomorphus · 
Egernia · 
Liopholis · 
Lissolepis · 
Tiliqua · 
Tribolonotus